# 147 km (obwód twerski)
147 km (ros. 147 км) – przystanek kolejowy w rejonie rżewskim, w obwodzie twerskim, w Rosji. Położony jest na linii Lichosławl – Rżew – Wiaźma, w oddaleniu od skupisk ludzkich. Najbliższą miejscowością jest Miedwiediewo.